# Pseudogiria variabilis
Pseudogiria variabilis är en fjärilsart som beskrevs av Holland 1920. Pseudogiria variabilis ingår i släktet Pseudogiria och familjen nattflyn. Inga underarter finns listade i Catalogue of Life.

## Bildgalleri

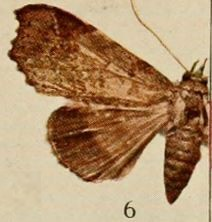